# Скот Келбі
Скотт Келбі (нар. 7 липня  1960) — американський фотограф, автор і видавець періодичних видань, що займаються фотографією та програмним забезпеченням Adobe Photoshop, для професіоналів дизайну, фотографів та художників. 

## Фотографічна кар’єра
Келбі є редактором та видавцем журналу Photoshop User Magazine, президентом та співзасновником Національної асоціації професіоналів Photoshop (NAPP) та президентом Kelby Media Group, фірми, що займається навчанням, освітою та видавничою діяльністю в Олдсмарі, штат Флорида.
Він є фотографом, дизайнером та автором понад 60 книг, серед яких серії «The Digital Photo Book», «The Photoshop Book для цифрових фотографів», «Професійна техніка ретушування портретів для фотографів», «Запаліть», «Зніміть», «Ретушуйте», «The Lightroom Book для цифрових фотографів» та The iPhone Book. Упродовж 2010–2012 років Келбі був визнаний автором книг про фотографії, що продається, згідно з дослідженнями, що базуються на даних Nielsen BookScan.  
Келбі є керівником тренінгу для семінарського туру Adobe Photoshop і технічним керівником конференції для Photoshop World Conference & Expo. Він представлений в серії онлайнових навчальних класів і DVD-дисків для Photoshop і навчає користувачів Photoshop з 1993 року. Восени 2007 року він створив Kelbytraining.com для розміщення своїх навчальних матеріалів в Інтернеті.
З осені 2005 року Келбі спільно представляв відео-подкаст Photoshop User TV, названий на честь журналу його організації. Щотижневе шоу від 30 до 45 хвилин розпочало своє життя як "Photoshop TV" (і коротше було "NAPP TV"). Під час шоу Келбі та його друзі/колеги по роботі з NAPP обговорюють новини та навчальні посібники Adobe Photoshop у дотепному стилі.
У 2008 році він започаткував "Всесвітню фотопрогулянку Скотта Келбі".
У березні 2011 року Келбі запустив щотижневе ток-шоу для фотографів під назвою "The Grid Live" разом із ведучим RC Concepćion. Теми шоу включають актуальні теми фотографії та творчої індустрії, а глядачам пропонується взяти участь, розмістивши запитання в прямій стрічці. 

## Публікації
- 2000 Photoshop 6 Down and Dirty Tricks
- 2001 р. Photoshop 6 Поради щодо вбивць
- 2001 р. Photoshop 6 секретів фоторетушування
- 2002 Mac OS X v. 10.2 Поради щодо вбивства Jaguar
- 2002 Macintosh. . . Гола правда
- 2002 Photoshop 7 Down & Dirty Tricks
- 2002 Поради щодо вбивць Photoshop 7
- 2002 Photoshop Most Wanted: ефекти та поради щодо дизайну
- 2003 Adobe Photoshop CS Down & Dirty Tricks
- 2003 Mac OS X Panther Killer Поради
- 2003 Елементи Photoshop для фотографів
- 2003 р. Книга Adobe Photoshop CS для цифрових фотографів
- 2003 Набір для перетворення Mac OS X: 9 на 10 поруч, видання Panther
- 2003 р . Книга Photoshop для цифрових фотографів
- 2003 р . Книга елементів Photoshop для цифрових фотографів
- 2004 Поради щодо вбивства InDesign CS
- 2004 Класичні ефекти Photoshop: основні ефекти, які повинен знати кожен користувач
- 2004 Поради щодо вбивць Photoshop CS
- 2004 Photoshop Elements 3 Down & Dirty Tricks
- 2004 Photoshop в русі з Final Cut Pro
- 2004 р. Книга iTunes для Windows
- 2004 р. Книга Photoshop Elements 3 для цифрових фотографів
- 2005 Поради щодо вбивства цифрової фотографії
- 2005 Початок роботи з вашим Mac та Mac OS X Tiger
- 2005 Поради щодо вбивства InDesign CS2
- 2005 Mac OS X Tiger Killer Поради
- 2005 Photoshop CS2 Down & Dirty Tricks
- 2005 Поради вбивці Photoshop CS2
- 2005 р. Photoshop CS2 Power Session
- 2005 р. Photoshop для весільних фотографів Персональний семінар Інтерактивне навчання та керівництво DVD
- 2005 Книга для хлопців, які не хочуть дітей
- 2005 Книга про iPod: Робимо круті речі з iPod та музичного магазину iTunes
- 2005 р . Книга Photoshop CS2 для цифрових фотографів
- 2005 р . Книга каналів Photoshop CS2
- 2006 Книга цифрової фотографії, том 1 -ISBN 978-0-321-47404-9
- 2007 Книга iPhone: Як робити те, що ви хочете, за допомогою iPhone
- 2007 р . Книга Photoshop CS3 для цифрових фотографів
- 2007 р. Книга Adobe Photoshop Lightroom для цифрових фотографів
- 2007 р ., 7-бальна система Photoshop
- 2008 Книга цифрової фотографії, том 2 -ISBN 978-0-321-52476-8
- 2008 р. Книга Adobe Photoshop Lightroom 2 для цифрових фотографів
- 2009 р. Книга Adobe Photoshop CS4 для цифрових фотографів
- 2009 Photoshop CS4 Down & Dirty Tricks
- 2009 Книга цифрової фотографії, том 3 -ISBN 0-321-61765-7
- Фоторецепти 2009 року в прямому ефірі: за кадром: Ваш посібник із найпопулярніших прийомів освітлення сьогодні -ISBN 0-321-70175-5
- 2010 Книга Adobe Photoshop CS5 для цифрових фотографів
- 2010 Книга Adobe Photoshop Lightroom 3 для цифрових фотографів
- 2011 Запаліть, зніміть, ретушуйте -ISBN 0321786610
- 2011 Професійна техніка ретушування портретів для фотографів, що використовують Photoshop -ISBN 978-0321725547
- 2011 Книга Photoshop Elements 10 для цифрових фотографів -ISBN 978-0321808240
- 2011 Це річ Ісуса -ISBN 978-1937038175
- 2012 Книга iPhone: Обкладинки iPhone 5, iPhone 4S та iPhone 4 (6-е видання) -ISBN 978-0321908568
- 2012 Книга цифрової фотографії, частина 4 -ISBN 978-0321773029
- 2012 Книга Adobe Photoshop CS6 для цифрових фотографів -ISBN 978-0321823748
- 2012 Книга Photoshop Elements 11 для цифрових фотографів -ISBN 978-0321884831
- 2012 Книга Adobe Photoshop Lightroom 4 для цифрових фотографів -ISBN 978-0321819581
- 2013 Книга цифрової фотографії: Частина 1 (2-е видання) -ISBN 978-0321934949
- 2013 р . Книга Adobe Photoshop для цифрових фотографів (Обкладинки Photoshop CS6 та Photoshop CC) -ISBN 978-0321933843
- 2013 Робочий процес професійної спортивної фотографії -ISBN 978-1937038540
- 2015 Як мені це зробити у Lightroom ?: Найшвидший спосіб зробити те, що ти хочеш зробити, прямо зараз! -ISBN 978-1937538934

## Зовнішні посилання
- Вебсайт Келбі [Архівовано 26 березня 2022 у Wayback Machine.]